# Теруань де Мерикур

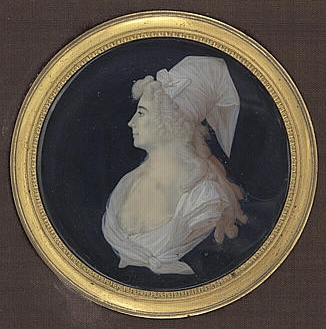
Теруань де Мерикур. Мініатюра на слонової кістки. Франсуа Іполит Дебюиссон.

(Анна-Жозефа) Теруань де Мерикур (фр. Anne-Josèphe Théroigne de Méricourt — ім'я, придумане пресою за назвою її рідного села Маркур), справжнє ім'я — Анна-Жозефа Тервань (фр. Anne-Josèphe Theroigne; 13 серпня 1762, Маркур, колишнє Льєжське єпископство (нині Бельгія) — 23 червня 1817, Париж) — французька громадська діячка, феміністка епохи Французької революції, учасниця взяття Бастилії, одна з натхненниць і наставниця «походу жінок за хлібом» на Версаль 5 жовтня 1789 року.

## Біографія

### Юність
Народилася в бідній селянській родині валлонського походження. У віці 5 років втратила матір, тому виховувалася, спочатку родичками, потім у монастирі. У віці 12 років повернулася в сім'ю батька, який до того часу вступив у новий шлюб, і в наступному році, посварившись зі своєю мачухою, втекла з сім'ї і стала служницею в будинку заможного селянина в Суньє-Ремушан. У віці 17 років її помітила англійка за прізвищем Кольберт, супутницею якої вона стала.
Живучи в Парижі і Лондоні, де була співачкою, а також в Італії, вона дізналася про скликання у Франції Генеральних штатів і виїхала на батьківщину.

### Революція
Повернувшись до Франції, брала участь у революційних подіях, у тому числі у взятті Бастилії. 5 жовтня 1789 року, озброєна шаблею і пістолетом, вона очолила процесію у Версаль з вимогами до короля.
Теруань створила салон «Клуб друзів закону» при відомому політичному клубі кордельєрів. Зважаючи на те, що Теруань не схвалювала революційні звірства, вона наприкінці 1790 року повернулася в рідні місця і поселилась у місті Льєж, де в ніч з 15 на 16 лютого 1791 року її заарештували австрійські агенти. Теруань звинуватили у спробі вбивства Марії-Антуанетти і помістили до фортеці Куфштайн в Тіролі під ім'ям Мадам Теобальд. За особистим рішенням імператора Леопольда II її звільнили наприкінці 1791 року, і вона повернулася в Париж. У Парижі повела активну політичну діяльність, виступаючи за розширення прав жінок.
10 серпня 1792 року Теруань, яка очолювала натовп жінок, зіткнулася з памфлетистом Франсуа-Луї Сюло, який у своїх статтях часто обзивав її занепалою жінкою. Вона завдала йому ляпаса, після чого натовп лінчував Сюло.

### Божевілля і смерть
Весною 1793 року виступала на підтримку жирондистів, яких тоді стали переслідувати якобінці. 13 травня 1793 року її оточив натовп проякобінськи налаштованих жінок, які роздягли її догола і жорстоко відшмагали; лише втручання Марата зупинило екзекуцію. Здоров'я де Мерикур було непоправно підірвано; відразу ж після цього її запроторили в психіатричну лікарню, де вона перебувала до своєї смерті в 1817 році.

## Твори
- Про енергію, яку повинні проявити жінки. Промова 25 березня 1792 р.
- Aux 48 sections (179[2]) Texte en ligne